# Papa Ioan al XIX-lea
Papa Ioan al XIX-lea (n. 975 d.Hr., Roma, Statele Papale – d. octombrie 1032, Roma, Statele Papale) a fost un papă al Romei.
În anul 1027 Konrad al II lea a fost încoronat împărat al Reich-ului german de către Papa Ioan al XIX lea la Roma. 
1. 1 2  Union List of Artist Names, 24 ianuarie 2017, accesat în 2 iunie 2022
2. ↑  Genealogics
3. ↑  Catholic-Hierarchy.org, accesat în 21 octombrie 2020
4. ↑  Mirabile: Archivio digitale della cultura medievale